# Nicolaus Petri Agrelius
Nicolaus Petri Agrelius (skrev sig senare Agrell), död 1681, var en svensk borgmästare och ämbetsman.
Agrelius stammade från Småland och skrev in sig vid Uppsala universitet 1646. Han fick 1654 tillstånd att utge en lärobok i matematik, som utkom 1655 under titeln Institutiones arithmeticae. Under en tid verkade han som lärare innan han 1658 blev tullnär i Varberg, och skall som sådan enligt egen utsago under Karl X Gustafs krig lyckas ha tagit priser till ett värde av 15.000–16.000 riksdaler. 1660 blev han även borgmästare i Varbergs stad och samma år generalguvernörens ställföreträdande i staden, även om det ifrågasattes lämpligheten i att han satt på båda dessa poster. 1666 erhöll han Carl Gustaf Wrangel att granska fogdens räkenskaper för hans friherreskap Lindeberg och utsågs 1667 till inspektor över detsamma. Under hans tid som borgmästare inföll Varbergs brand 1666 och Agrelius reste kort efter branden till Stockholm för att utverka stöd för stadens återuppbyggnad. 
Hans senare ämbetstid kännetecknades av konflikter med övriga stadsbor. Agrelius menade sig ha varit den enda i staden som hållit sig trogen Sverige under kriget och hade kallat de övriga borgarna "juteskälmar". En kommission som 1675 fick i uppdrag att granska Agrelius klagomål ansåg dock att hans kritik i många stycken var felaktig. Sin tjänst kom han dock att få behålla. Enligt hans änka var Magnus Gabriel De la Gardie hans beskyddare.